# Papíkio
Papíkio (grec moderne : Παπίκιο), également connu sous le nom d'Aïtóvouno (grec moderne : Αϊτόβουνο), est une montagne située dans la région des Rhodopes, en Thrace occidentale, dans le Nord-Est de la Grèce. Son altitude est de 1 483 mètres,.

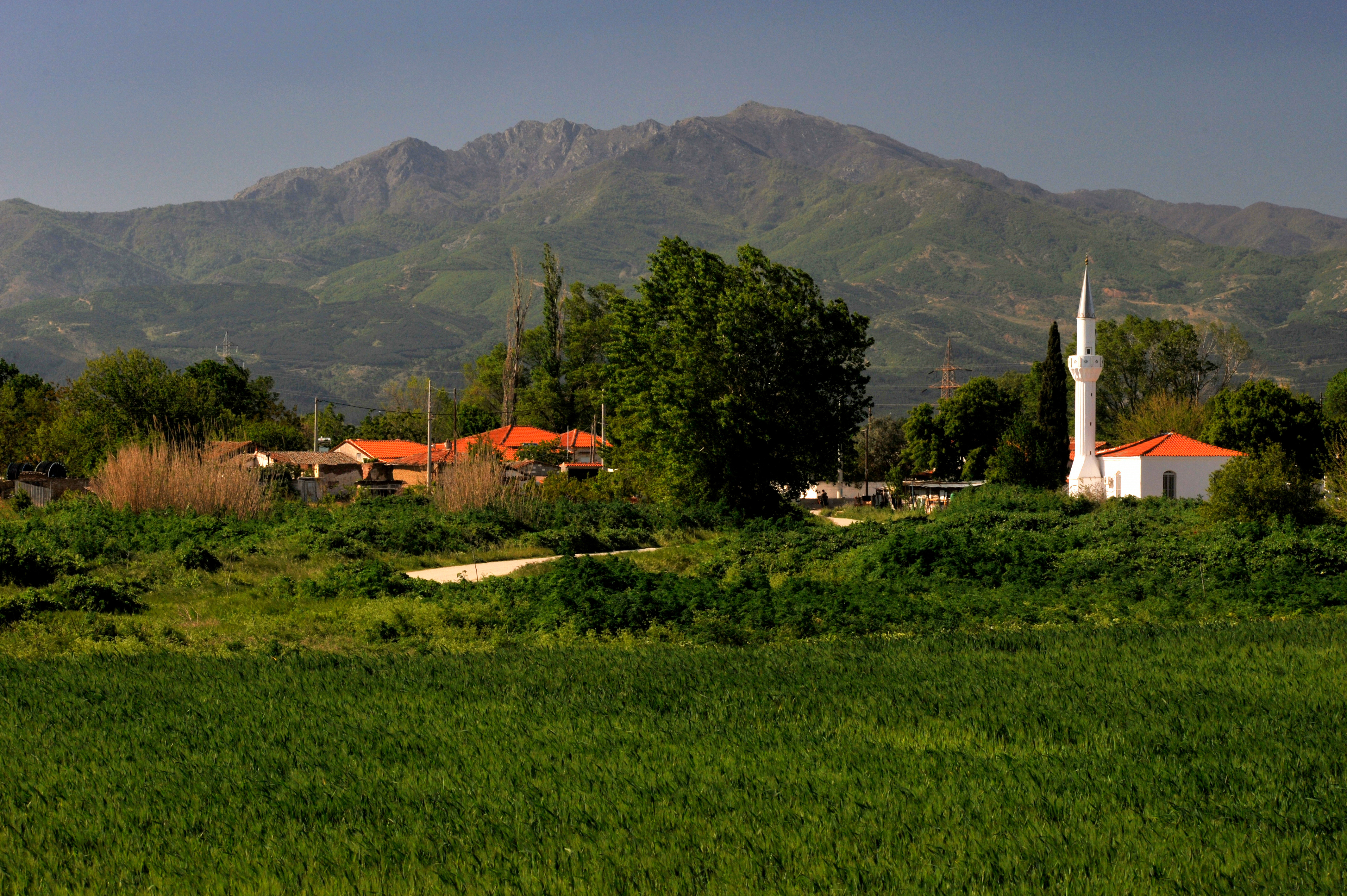
Vue du mont Papíkio depuis le village d'Itéa, dans le dème de Komotiní.

Papíkio est situé dans le district régional de Rhodope, à environ 14 kilomètres au nord-ouest de Komotiní, à proximité de la frontière bulgare. La montagne est largement boisée.
Pendant la période byzantine, plus précisément entre le XIe et le XIIIe siècle, la région montagneuse est un centre important de la vie monastique en Thrace. Depuis 1983, des fouilles archéologiques sont menées dans la région, permettant la découverte des sites de six monastères.